# Martijn van Iterson

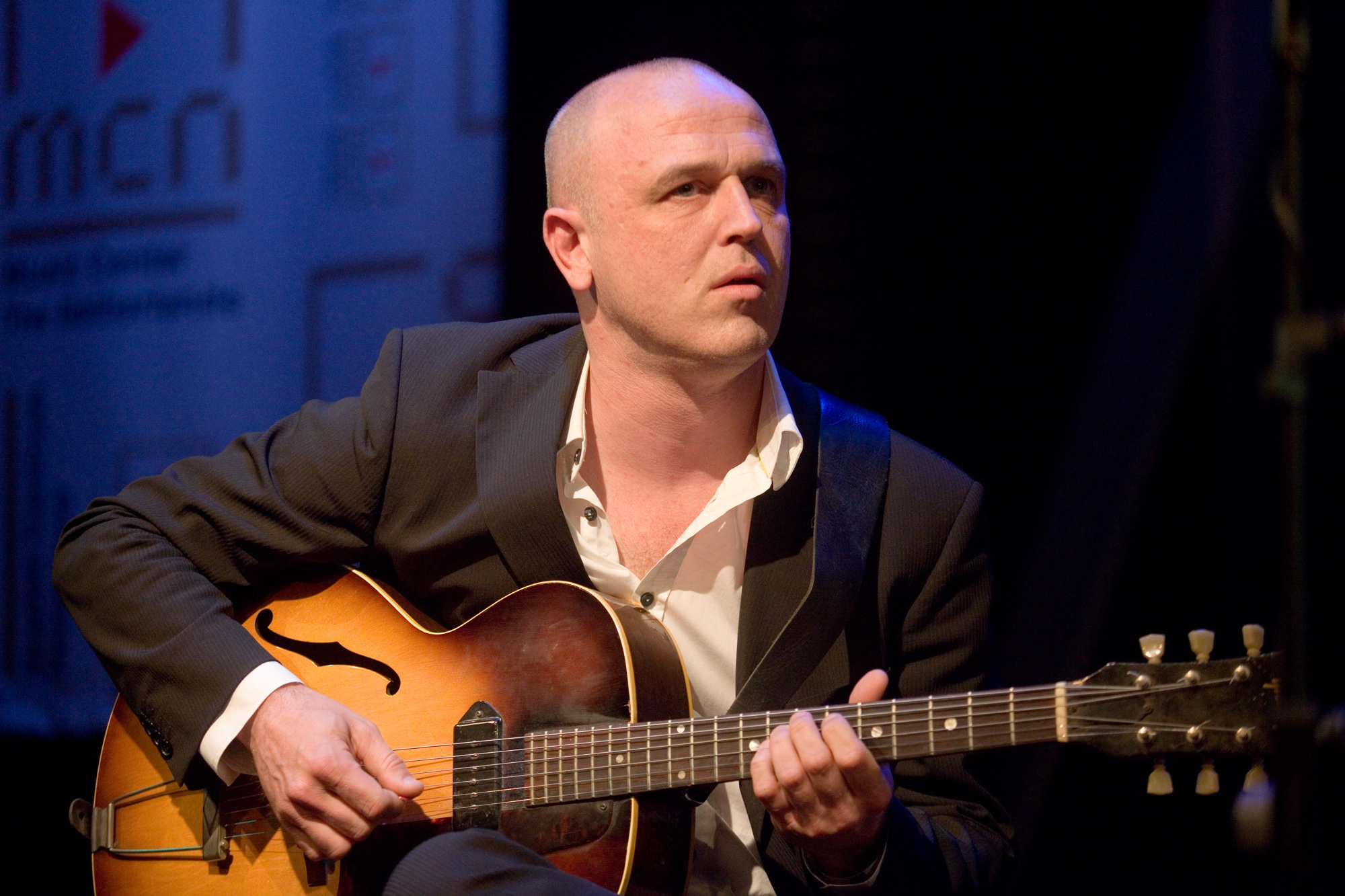
Martijn van Iterson, 2011

Martijn van Iterson (* 11. Juli 1970 in Leiden) ist ein niederländischer Jazzgitarrist.

## Wirken
Iterson studierte ab 1988 am Konservatorium Hilversum bei Wim Overgaauw und schloss 1993 cum laude ab. Seit 1995 ist er dort auch Dozent (jetzt nach der Fusion am Konservatorium Amsterdam). Er leitete verschiedene Gruppen wie die Jazz-Rock-Formationen D-Code und Picks Might Fly (mit denen er auch Aufnahmen machte), mit der er auf dem North Sea Jazz Festival und im Jazzradio-Programm Tros Sesjun auftrat, sowie mit der Jazz-Dance Gruppe All the King’s Men, die 1994 den Heineken Crossover Award gewann. Danach spielte er mit eigenem Quartett und der Jazz-Rock-Gruppe Knoertz. Er spielte mit den Bigbands Skymasters, Concert Jazz Band und dem Metropole Orchestra. 1996 nahm er mit dem Gitarristen Mike Stern auf. 1998 erschien seine erste CD unter eigenem Namen It’s Happening (unter anderem mit Toon Roos), der bis 2014 drei Alben im gleichbesetzten Quartett (mit Keyboarder Karel Boehlee, Bassist Frans van Geest und Drummer Martijn Vink) folgten, zuletzt Swarms. Außerdem spielte er unter anderem zusammen mit Lee Konitz, Bud Shank, Piet Noordijk, Ferdinand Povel, John Engels, Toots Thielemans, Fay Claassen/Peter Beets und Kurt Rosenwinkel.
Im Jahr 1990 wurde er Zweiter beim Wettbewerb um den Wessel-Ilcken-Nachwuchspreis. 2004 gewann er den Bird Award auf dem North Sea Jazz Festival.